# ماتيا ديسترو
ماتيا ديسترو (بالإيطالية: Mattia Destro)‏ وهو لاعب كرة قدم إيطالي في مركز الهجوم ولد في يوم 20 مارس 1991 في بلدة أسكولي بيتشينو في إيطاليا ويلعب حاليا في نادي بولونيا في الدوري الإيطالي الممتاز ويبلغ طوله 185 سم كما سبق لهذا اللاعب اللعب مع نادي روما وأي سي ميلان ونادي جنوة ونادي سيينا لعب مع المنتخب الإيطالي وسجل معه هدف واحد كما لعب مع المنتخب الإيطالي في مختلف الفئات العمرية.

## روابط خارجية
- ماتيا ديسترو على موقع الاتحاد الدولي (مؤرشف)  (الإنجليزية)
- ماتيا ديسترو على موقع الاتحاد الأوربي (الإنجليزية)
- ماتيا ديسترو على موقع إي إس بي إن إف سي (الإنجليزية)
- ماتيا ديسترو على موقع قاعدة بيانات كرة القدم.إي يو (الإنجليزية)
- ماتيا ديسترو على موقع ليكيب (الفرنسية)
- ماتيا ديسترو على موقع ناشيونال فوتبول تيمز (الإنجليزية)
- ماتيا ديسترو على موقع Soccerbase.com (لاعب) (الإنجليزية)
- ماتيا ديسترو على موقع Soccerway.com (الإنجليزية)
- ماتيا ديسترو على موقع عالم كرة القدم.نت (الإنجليزية)
- ماتيا ديسترو على موقع AS.com (الإسبانية)